# S.T.A.K.E.
S.T.A.K.E. (Special Threat Assessment for Known Extranormalities) es una organización ficticia que aparece en los cómics estadounidenses publicados por Marvel Comics.

## Historial de publicaciones
S.T.A.K.E. apareció por primera vez en S.H.I.E.L.D. Vol. 3 # 9 y fue creado por Al Ewing y Stefano Caselli.

## Biografía
S.T.A.K.E. es una filial de S.H.I.E.L.D. que se especializa en el manejo de los sucesos sobrenaturales. La directora de S.H.I.E.L.D., Maria Hill, reconstruyó el Life Model Decoy de Dum Dum Dugan para trabajar en S.T.A.K.E. donde conoció a Lobo Guerrero y al Dr. Paul Kraye que trabajó en algunos proyectos secretos antes de que Dum Dum Dugan llegara. En su primer trabajo con S.T.A.K.E., Dum Dum Dugan trabajó con la forma zombi de Jasper Sitwell y Lobo Guerrero cuando una organización no identificada controló a la Abominación Adolescente en el ataque al aeropuerto de Oakland. Después de usar sus habilidades de escaneo para detectar el chip en el cráneo de Abominación Adolescente, Dum Dum Dugan tenía a Jasper Sitwell de disparar la parte del cráneo que tenía el chip en ella y Abominación Adolescente se puso en su cuidado.
Al obtener la aprobación, Dum Dum Dugan y S.T.A.K.E. formaron una encarnación de los Comandos Aulladores con Lobo Guerrero siendo su supervisor y compuesto por la forma zombi de Jasper Sitwell, Vampiro por la Noche, Hombre Cosa, Hombre Anfibio, Orrgo, Abominación Adolescente y Hit-Monkey. Su primera misión implicó el ídolo de la tierra de Golthana que fue contrabandeado en S.S Chaney y dio vuelta a su tripulación en monstruos de la planta del humanoide. Mientras que los Comandos Aulladores lograron derrotar a los miembros de la tripulación transformados, se fusionaron en un monstruo de planta gigante. Hombre Cosa usó su toque para quemar el monstruo de la planta gigante donde su enlace con el ídolo de la Tierra de Golthana causó que también se quemara. La siguiente misión que S.T.A.K.E. da a los Comandos Aulladores que los involucra luchando contra Espectro y Adversario lo que les llevó a conseguir Glyph en su equipo.
Durante Avengers: Standoff!, Paul Kraye capturó a Orrgo pasando por algunos archivos de S.T.A.K.E. e informó a Maria Hill lo suficiente como para que Orrgo fuera enviado a Pleasant Hill. El resto de los Comandos Aulladores rescataron a Orrgo y fueron teletransportados de vuelta a S.T.A.K.E. HQ por Kobik donde encontraron que Paul Kraye había liberado a cada preso monstruoso allí. Esto hace que los Comandos Aulladores entren en acción.
El Viejo Logan encuentra a los Comandos Aulladores que lo confunden con un vampiro y lo atacan. Después de que el malentendido es despejado, Lobo Guerrero informa a Logan de su guerra con Drácula que ha estado llamando psíquicamente a todos los vampiros a su castillo, que Logan deduce en que debe incluir a Júbilo. Los Comandos Aulladores atacan el castillo de Drácula, mientras Logan se escapa, pero son sometidos por su ejército liderado por Vampiro por la Noche que está bajo el control de Drácula. Logan encuentra a Júbilo, quien también está bajo el control de Drácula, le pide que la salve. Justo cuando baja la guardia, Drácula ataca a Logan por detrás, mordiéndolo. Logan lucha con Drácula como su factor curativo lucha contra el vampirismo. Drácula supera fácilmente a Logan debilitado que luego se desmaya. Logan se despierta en la mazmorra junto con los Comandos Aulladores. Mientras Drácula se burla de ellos, Jubilee comienza a resistir su control. Logan la anima a luchar justo antes de que Hombre Cosa y Orrgo intervengan para liberar a todos. Drácula amenaza con matar a Júbilo, mientras Logan se acerca a él. Ahora libre de su control, Jubilee lanza a Drácula hacia Logan, quien luego le empala. Después de una breve pelea, Orrgo agarra a Drácula y lo expone al sol. Logan luego procede a decapitar a Drácula, liberando sus esclavos. Logan ordena a Cerebra que arroje la cabeza de Drácula al sol para evitar o, al menos, retrasar su resurrección. Más tarde, Logan pasa tiempo con Jubilo y Shogo durante la cena.

## Miembros
- Lobo Guerrero/Martin Reyna - Supervisor
- Paul Kraye - Un miembro de la División de Ciencia Tech de S.H.I.E.L.D.
- Dum Dum Dugan L.M.D.
- Comandos Aulladores - La encarnación del grupo S.T.A.K.E.
  - Glyph
  - Hit-Monkey
  - Jasper Sitwell - El zombi agente de S.H.I.E.L.D.
  - Hombre Cosa
  - Hombre Anfibio
  - Orrgo
  - Abominación Adolescente - El hijo de Happy Hogan
  - Vampiro por la Noche